# 羽林軍三十
羽林軍三十，又名寶瓶座86，CD-2417497，HD 218240、SAO 191651、HR 8789，是寶瓶座的一颗恒星，视星等为4.47，位于銀經35.23，銀緯-66.15，其B1900.0坐标为赤經23h 1m 18.6s，赤緯-24° -66.15′ 0″。